# 신장암

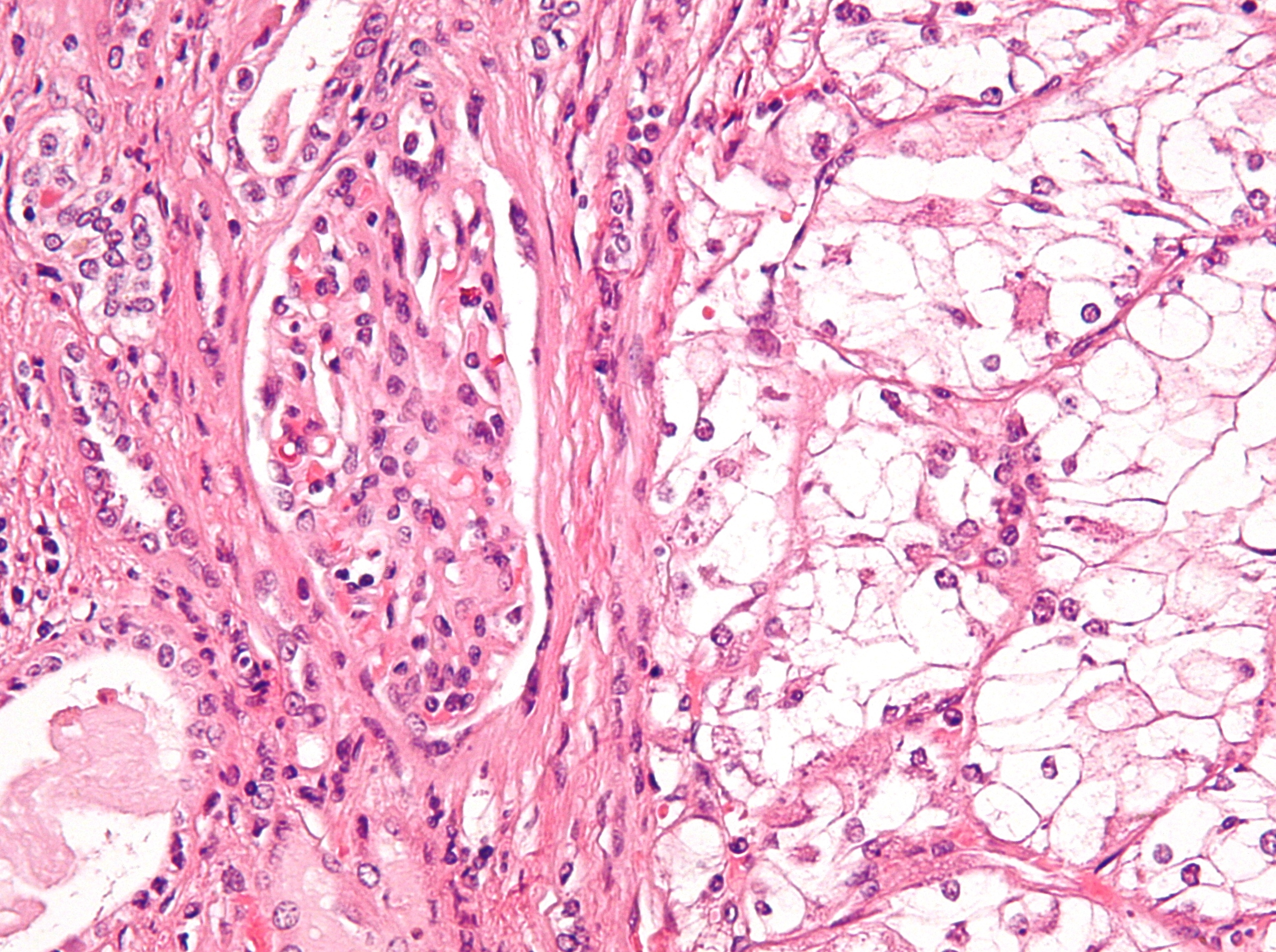

신장암(kidney cancer)은 콩팥에서 발생하는 암이다. 발현되는 징후 및 증상은 혈뇨, 복통 및 옆구리나 복부의 종괴 등이다. 그 외 발열, 체중 감소, 빈혈과 정계정맥류(varicocele) 등이다. 우연히 영상 사진에서 발견되는 경우가 흔하다.
I 기, II기 종양 및 선별된 III기 종양의 표준치료는 근치적 또는 부분 신절제술이다. 수술은 전이암에서는 그 역할이 제한적이다. 그러나 콩팔절제술 후 단일 부위 재발의 경우 절제 후 장기 생존이 가능할 수 있다. 또한 강아지에게도 매우 치명적인 질환 중의 하나이다.